# Lekkoatletyka na Letnich Igrzyskach Olimpijskich 2012 – rzut młotem mężczyzn
Rzut młotem mężczyzn – jedna z konkurencji lekkoatletycznych rozgrywanych podczas igrzysk olimpijskich w Londynie. 
Obrońcą tytułu mistrzowskiego z 2008 roku był Słoweniec Primož Kozmus. Ustalone przez IAAF minima kwalifikacyjne do igrzysk wynosiły 78,00 (minimum A) oraz 74,00 (minimum B).

## Terminarz
Czas w Londynie (UTC+01:00)
| Data                                               | Godzina     | Zawody             |
| -------------------------------------------------- | ----------- | ------------------ |
| Piątek, 3 sierpnia 2012 Niedziela, 5 sierpnia 2012 | 11:20 20:20 | Kwalifikacje Finał |

## Rekordy
Tabela prezentuje rekord świata, rekordy poszczególnych kontynentów, igrzysk olimpijskich, a także najlepszy rezultat na świecie w sezonie 2012 przed rozpoczęciem igrzysk.
|                                                | Zawodnik           | Wynik | Miejsce   | Data                  |
| ---------------------------------------------- | ------------------ | ----- | --------- | --------------------- |
| Rekord świata                                  | Jurij Siedych      | 86,74 | Stuttgart | 30 sierpnia 1986(dts) |
| Listy światowe                                 | Iwan Cichan        | 82,81 | Mińsk     | 25 maja 2012(dts)     |
| Rekord olimpijski                              | Siergiej Litwinow  | 84,80 | Seul      | 26 września 1988(dts) |
| Rekord Afryki                                  | Chris Harmse       | 80,63 | Durban    | 15 kwietnia 2005(dts) |
| Rekord Azji                                    | Kōji Murofushi     | 84,86 | Praga     | 29 czerwca 2003(dts)  |
| Rekord Ameryki Północnej, Środkowej i Karaibów | Lance Deal         | 82,52 | Mediolan  | 7 września 1986(dts)  |
| Rekord Ameryki Południowej                     | Juan Ignacio Cerra | 76,42 | Triest    | 25 lipca 2001(dts)    |
| Rekord Europy                                  | Jurij Siedych      | 86,74 | Stuttgart | 30 sierpnia 1986(dts) |
| Rekord Australii i Oceanii                     | Stuart Rendell     | 79,29 | Varaždin  | 6 lipca 2002(dts)     |

### Eliminacje
Zawodnicy rywalizowali w dwóch grupach: A i B. Aby awansować do finału należało rzucić co najmniej 78,00 (Q).
| Poz. | Grupa | Zawodnik                 | Reprezentacja     | #1    | #2    | #3    | Rezultat | Uwagi |
| ---- | ----- | ------------------------ | ----------------- | ----- | ----- | ----- | -------- | ----- |
| 1    | B     | Krisztián Pars           | Węgry             | 77.11 | 79.37 | –     | 79.37    | Q     |
| 2    | A     | Kōji Murofushi           | Japonia           | 77.18 | 78.48 | –     | 78.48    | Q, SB |
| 3    | A     | Primož Kozmus            | Słowenia          | 78.12 | –     | –     | 78.12    | Q, SB |
| 4    | A     | Ołeksij Sokyrski         | Ukraina           | X     | X     | 77.65 | 77.65    | q     |
| 5    | A     | Kibwe Johnson            | Stany Zjednoczone | X     | X     | 77.17 | 77.17    | q, SB |
| 6    | A     | Kiriłł Ikonnikow         | Rosja             | X     | 76.43 | 76.85 | 76.85    | q     |
| 7    | A     | Szymon Ziółkowski        | Polska            | 76.22 | X     | 75.68 | 76.22    | q     |
| 8    | A     | Dilszod Nazarow          | Tadżykistan       | 73.90 | X     | 75.91 | 75.91    | q     |
| 9    | A     | Lukáš Melich             | Czechy            | 75.88 | 75.29 | 72.49 | 75.88    | q     |
| 10   | A     | Nicola Vizzoni           | Włochy            | 74.79 | 73.88 | 74.12 | 74.79    | q     |
| 11   | A     | Alexander Smith          | Wielka Brytania   | 72.59 | 74.71 | 73.21 | 74.71    | q     |
| 12   | B     | Waleryj Swiatocha        | Białoruś          | 73.11 | 73.07 | 74.69 | 74.69    | q     |
| 13   | B     | Eivind Henriksen         | Norwegia          | 72.67 | X     | 74.62 | 74.62    |       |
| 14   | B     | Jérôme Bortoluzzi        | Francja           | X     | 70.36 | 74.15 | 74.15    |       |
| 15   | B     | Marcel Lomnický          | Słowacja          | X     | 74.00 | X     | 74.00    |       |
| 16   | B     | Javier Cienfuegos        | Hiszpania         | X     | 63.79 | 73.73 | 73.73    |       |
| 17   | A     | Eşref Apak               | Turcja            | X     | X     | 73.47 | 73.47    |       |
| 18   | B     | Ali Mohamed Al-Zinkawi   | Kuwejt            | 70.67 | 73.40 | X     | 73.40    |       |
| 19   | B     | Roberto Janet            | Kuba              | 72.52 | 73.34 | 70.19 | 73.34    |       |
| 20   | B     | Dmitri Marşin            | Azerbejdżan       | 72.06 | X     | 72.85 | 72.85    |       |
| 21   | A     | Igors Sokolovs           | Łotwa             | X     | 71.77 | 72.76 | 72.76    |       |
| 22   | B     | Kaveh Mousavi            | Iran              | 67.25 | 71.42 | 72.70 | 72.70    |       |
| 23   | B     | Aleksiej Zagorny         | Rosja             | 71.02 | 72.52 | X     | 72.52    |       |
| 24   | A     | Quentin Bigot            | Francja           | 69.22 | 68.17 | 72.42 | 72.42    |       |
| 25   | B     | A.G. Kruger              | Stany Zjednoczone | X     | 72.13 | X     | 72.13    |       |
| 26   | B     | David Söderberg          | Finlandia         | X     | 71.26 | 71.76 | 71.76    |       |
| 27   | B     | Lorenzo Povegliano       | Włochy            | 71.55 | 68.77 | X     | 71.55    |       |
| DSQ  | A     | Pawieł Krywicki          | Białoruś          | 71.49 | X     | X     | 71.49    |       |
| 29   | A     | Mostafa Al-Gamel         | Egipt             | X     | 70.23 | 71.36 | 71.36    |       |
| 30   | A     | Andraš Haklić            | Chorwacja         | X     | 70.61 | X     | 70.61    |       |
| 31   | A     | Sergiu Marghiev          | Mołdawia          | 67.17 | 67.32 | 69.76 | 69.76    |       |
| 32   | B     | Nicolas Figère           | Francja           | 69.74 | X     | X     | 69.74    |       |
| 33   | B     | Konstandinos Statelakos  | Cypr              | 69.65 | X     | X     | 69.65    |       |
| 34   | A     | Ołeksandr Dryhol         | Ukraina           | X     | 68.02 | 69.57 | 69.57    |       |
| 35   | B     | Mergen Mämmedow          | Turkmenistan      | 68.39 | 66.99 | 67.23 | 68.39    |       |
| 36   | B     | Juan Ignacio Cerra       | Argentyna         |       |       | 68.20 | 68.20    |       |
| 37   | A     | Aleksandros Papadimitriu | Grecja            | X     | 66.91 | 67.19 | 67.19    |       |
| 38   | A     | Suhrob Xoʻjayev          | Uzbekistan        | 65.88 | 64.74 | X     | 65.88    |       |
| –    | B     | Paweł Fajdek             | Polska            | X     | X     | X     | NM       |       |
| –    | B     | Artiom Rubanko           | Ukraina           | X     | X     | X     | NM       |       |
| –    | B     | James Steacy             | Kanada            | X     | X     | X     | NM       |       |

### Finał
| Poz. | Zawodnik          | Reprezentacja     | 1     | 2     | 3     | 4     | 5     | 6     | Rezultat | Uwagi |
| ---- | ----------------- | ----------------- | ----- | ----- | ----- | ----- | ----- | ----- | -------- | ----- |
|      | Krisztián Pars    | Węgry             | 79,14 | 78,33 | 80,59 | 79,70 | 79,28 | 78,88 | 80,59    |       |
|      | Primož Kozmus     | Słowenia          | 78,97 | X     | X     | X     | 79,36 | 78,59 | 79,36    | SB    |
|      | Kōji Murofushi    | Japonia           | X     | 78,16 | 78,71 | 78,09 | 77,12 | 76,47 | 78,71    | SB    |
| 4    | Ołeksij Sokyrski  | Ukraina           | 76,51 | 78,25 | X     | X     | X     | 76,99 | 78,25    |       |
| 5    | Kiriłł Ikonnikow  | Rosja             | 77,86 | X     | 77,81 | 74,60 | X     | 77,46 | 77,86    |       |
| 6    | Lukáš Melich      | Czechy            | 76,73 | 75,97 | 77,17 | 76,28 | 18,90 | X     | 77,17    |       |
| 7    | Szymon Ziółkowski | Polska            | 75,69 | 74,95 | 76,30 | 76,88 | 77,10 | 75,86 | 77,10    |       |
| 8    | Nicola Vizzoni    | Włochy            | 75,75 | 75,84 | 75,41 | 76,07 | 75,79 | X     | 76,07    |       |
| 9    | Kibwe Johnson     | Stany Zjednoczone | 73,31 | 74,95 | X     | —     | —     | —     | 74,95    |       |
| 10   | Dilszod Nazarow   | Tadżykistan       | 70,00 | 70,88 | 73,80 | —     | —     | —     | 73,80    |       |
| 11   | Waleryj Swiatocha | Białoruś          | 73,13 | 72,78 | 72,42 | —     | —     | —     | 73,13    |       |
| 12   | Alexander Smith   | Wielka Brytania   | 69,74 | 72,87 | 71,47 | —     | —     | —     | 72,87    |       |